# 73 Клітія
73 Клітія — астероїд головного поясу, відкритий 7 квітня 1862 року.
Тіссеранів параметр щодо Юпітера — 3,381.